# Benjamin Darbelet
Benjamin Darbelet (Dijon, 13 de novembro de 1980) é um judoca francês.